# Southern Motor Sales Company
Southern Motor Sales Company war ein US-amerikanisches Unternehmen in der Automobilbranche.

## Unternehmensgeschichte
Das Unternehmen aus Houston in Texas vertrieb Fahrzeuge der W. H. McIntyre Company. Glenn D. Gearhart war Generalmanager. Außerdem stellte er zwischen 1911 und 1912 Automobile her, die als Gearhart vermarktet wurden. Der Verkauf blieb auf die nähere Umgebung beschränkt.
Es ist nicht bekannt, wann das Unternehmen aufgelöst wurde.

## Fahrzeuge
Das einzige Modell war ein Dreirad mit hinterem Einzelrad. Es hatte einen Zweizylinder-Viertaktmotor.